# Fredrik Ljungberg
Karl Fredrik „Freddie“ Ljungberg (* 16. dubna 1977, Vittsjö, Švédsko) je bývalý švédský fotbalový záložník. Největší část své hráčské kariéry strávil v anglickém Arsenalu, který během listopadu a prosince 2019 vedl.
V roce 2008 ukončil své působení ve švédské reprezentaci, za kterou odehrál 75 zápasů, v nichž vstřelil 15 gólů. V minulosti hrával také házenou, lední hokej a golf.

## Úspěchy

### Klubové
- 2× vítěz Premier League - (2001/02, 2003/04)
- 3× vítěz FA Cupu - (2002, 2003, 2005)
- 1× vítěz Charity shield - (1999)

- 1× vítěz 1. švédské ligy - (1996/97)
- 1× vítěz švédského poháru - (1995)

- 1× vítěz US Open Cupu - (2009)

### Individuální
- 2× švédský fotbalista roku - (2002, 2006)[1]
- 6× švédský záložník roku - (1998, 2001, 2002, 2003, 2004, 2005)
- 1× zvolen do All-star týmu MLS - (2009)